# Gadong A
Gadong 'A (malaiisch Mukim Gadong 'A) ist ein Mukim (Subdistrikt) des Daerah Brunei-Muara in Brunei. Er hat 34.049 Einwohner (Stand: Zensus 2016).

## Geographie
Der Subdistrikt wurde erst 2007 aufgeteilt. Gadong B' ist der südliche Teil des ehemaligen Mukim, der durch starkes Bevölkerungswachstum zu einem eigenständigen Teil angewachsen ist. Ansonsten grenzt der Gadong A' an die Mukim Berakas A im Osten, Gadong B im Süden und Sengkurong im Westen. Nach Norden begrenzt das Südchinesische Meer den Mukim. Auffällig sind mehrere künstliche Landstrukturen an der Küste nach dem Vorbild der künstlichen Inseln in Dubai.
Auf dem Gebiet liegt die Universität von Brunei Darussalam (Universiti Brunei Darussalam) und im Osten grenzt das Schutzgebiet Hutan Simpan Berakas (Berakas Forest Reserve) im Mukim Berakas A an.
Der Mukim gehört auch noch weiterhin zum Hauptstadtbezirk.

## Verwaltungsgliederung
Gadong 'A ist unterteilt in Kampong (Dörfer), die die Siedlungen Katok, Rimba und Tungku bilden:
- Katok
- Rimba
- Rimba Landless Indigenous Citizens’ Housing Scheme
- Rimba National Housing Scheme Area 1
- Rimba National Housing Scheme Area 2
- Rimba National Housing Scheme Area 3
- Rimba National Housing Scheme Area 4
- Rimba National Housing Scheme Area 5
- Tungku
- Tungku Landless Indigenous Citizens’ Housing Scheme Area 1
- Tungku Landless Indigenous Citizens’ Housing Scheme Area 2
- Tungku Landless Indigenous Citizens’ Housing Scheme Area 3 (also known as Katok 'A')

Generell wird jedes Kampong von einem Dorfvorsteher (malaiisch ketua kampung) geleitet und dient als kleinste Einheit für den Einwohnerzensus. Jede Einheit ist auch ein eigener Postleitzahlenbereich.

### Weitere Orte
- Pantai Tungku: Dieser Ort zeichnet sich durch die Küstenmodifikationen aus.